# تشغيل الشبكة
في مجال الاتصال، يشير مصطلح تشغيل الشبكة إلى تشغيل أي مؤسسة لمحطات لديها القدرة على الاتصال المباشر من خلال قناة أو تردد مشترك.
ملاحظة: تتميز عمليات تشغيل الشبكة بما يلي: (أ) تتيح للمشاركين إمكانية إجراء مؤتمرات منظمة بين المشاركين ممن تكون لديهم احتياجات مشتركة إلى المعلومات أو وظائف ذات صلة بها يلزم تنفيذها، و(ب) تتميز أيضًا بالخضوع إلى الإجراءات والتنسيق القياسي، و(جـ) تستجيب إلى محطة رقابية مشتركة تسمى "محطة التحكم في الشبكة"،والتي تتيح إمكانية الوصول إلى الشبكة وتعديل نظام تشغيلها.